# Upplands runinskrifter 1074
Runinskrift U 1074 är en numera försvunnen runsten som lär ha varit inmurad vid vapenhusdörren i Bälinge kyrka, Uppland.

## Inskriften
Translitterering av runraden:
[asfriþ --- hakua × stan × at × tierf · sun · sin · nasi · at · broþur · sin likbiarn hiak + merki]
Normalisering till runsvenska:
Asfriðr [let] haggva stæin at Diarf, sun sinn, Nasi/Næsi at broður sinn. Likbiorn hiogg mærki.
Översättning till nusvenska:
Asfrid [lät] hugga stenen åt Djärv, hennes son; Näse åt sin broder. Likbjörn högg märket.